# New Albin
New Albin é uma cidade localizada no estado americano de Iowa, no Condado de Allamakee.

## Demografia
Segundo o censo americano de 2000, a sua população era de 527 habitantes.
Em 2006, foi estimada uma população de 527, um aumento de 0 (0.0%).

## Geografia
De acordo com o United States Census Bureau tem uma área de
0,6 km², dos quais 0,6 km² cobertos por terra e 0,0 km² cobertos por água. New Albin localiza-se a aproximadamente 198 m acima do nível do mar.

## Localidades na vizinhança
O diagrama seguinte representa as localidades num raio de 20 km ao redor de New Albin.